# یواس‌اس جارویس (دی‌دی-۷۹۹)
یواس‌اس جارویس (دی‌دی-۷۹۹) (به انگلیسی: USS Jarvis (DD-799)) یک کشتی بود که طول آن ۳۷۶ فوت ۶ اینچ (۱۱۴٫۷۶ متر) بود. این کشتی در سال ۱۹۴۴ ساخته شد.